# アダム・ヴァルデス
アダム・ヴァルデス（Adam Valdez）は、アメリカ合衆国の視覚効果（VFX）スーパーバイザーであり、25年以上にわたりアニメーションとVFXの分野で数多くのメジャー級映画作品に携わってきた人物である。

## プロフィール
スティーヴン・スピルバーグの『ジュラシック・パーク』を手掛けたことで有名なティペット・スタジオでアニメーターとして過ごした8年間から彼のキャリアは始まり、その後、群集シミュレーションやモーションキャプチャー、リギングの技術を学ぶためにWETAデジタル社に移ってからは、『ロード・オブ・ザ・リング』シリーズに携わり、ここで大きな経験を積んだ。
2003年からはムービング・ピクチャー・カンパニー（MPC）の社員として数多くのVFX映画に携わってきており、2010年代以降のMPCを代表するVFXスーパーバイザーとして知名度を上げている。

## フィルモグラフィ

### ティペット・スタジオ
- ロボコップ2 RoboCop 2 (1990) ミニチュア製作
- ロボコップ3 RoboCop 3 (1993) デジタルマットペイント
- ジュラシック・パーク Jurassic Park (1993) アニメーター
- WISH 夢がかなう時 Three Wishes (1995) 特殊効果アニメーター
- ドラゴンハート Dragonheart (1996) アニメーター/アニマティクス
- スターシップ・トゥルーパーズ Starship Troopers (1997) リードアニメーター

### パシフィック・データ・イメージズ（PDI）
- 恋は嵐のように Forces of Nature (1999) アニメーション・スーパーバイザー

### WETAデジタル
- ロード・オブ・ザ・リング The Lord of the Rings: The Fellowship of the Ring (2001) アニメーション・スーパーバイザー
- ロード・オブ・ザ・リング/二つの塔 The Lord of the Rings: The Two Towers (2002) アニメーション・スーパーバイザー

### ムービング・ピクチャー・カンパニー（MPC）
- エイリアンVSプレデター Alien vs. Predator (2004) VFXスーパーバイザー
- 1408号室 1408 (2007) CGアーティスト
- 紀元前1万年 10,000 BC (2008) アニメーション・スーパーバイザー
- ナルニア国物語/第2章: カスピアン王子の角笛 The Chronicles of Narnia: Prince Caspian (2008) アニメーション・スーパーバイザー
- ウルフマン The Wolfman (2010) VFXスーパーバイザー
- ナルニア国物語/第3章: アスラン王と魔法の島 The Chronicles of Narnia: Voyage of the Dawn Treader (2011) VFXスーパーバイザー
- ジョン・カーター John Carter (2012) VFXスーパーバイザー
- ワールド・ウォーZ World War Z (2013) VFXスーパーバイザー
- マレフィセント Maleficent (2014) VFXスーパーバイザー
- ジャングル・ブック The Jungle Book (2016) VFXスーパーバイザー